# Teatro Alley
El Teatro Alley es una compañía de teatro ganadora de un premio Tony en Houston, la ciudad más poblada del estado de Texas (Estados Unidos). Es la compañía de teatro profesional más antigua de Texas y el tercer teatro residente más antiguo de Estados Unidos. Las producciones de Teatro Alley se han presentado en Broadway en el Lincoln Center, han realizado giras por más de 40 ciudades estadounidenses y se han presentado a nivel internacional en Berlín, París y San Petersburgo.

## Historia
Bajo el liderazgo de Nina Eloise Whittington Vance (1914-1980), el Teatro Alley fue fundado en 1947 en un "antiguo estudio de danza con una apertura en Main Street. Un corredor de ladrillos conducía desde Main hasta la parte trasera del estudio, de ahí el nombre Teatro Alley". En 1948, los miembros que pagaron temprano exploraron Houston en busca de una nueva ubicación para el Callejón, y finalmente aterrizaron en una fábrica de ventiladores abandonada en Berry Avenue. The Alley reabrió sus puertas el 8 de febrero de 1949 con una producción de La hora de los niños de Lillian Helmann.
En 1954, la Sra. Vance contrató a Albert Dekker como estrella invitada en Death of a Salesman. The Alley se convirtió entonces en una empresa totalmente profesional / de capital.
El Teatro Alley fue invitado por el Departamento de Estado de Estados Unidos para representar al American Regional Theatre en la Feria Mundial de Bruselas.
En 1962, el Houston Endowment donó un terreno por valor de 800 000 dólares y se otorgaron subvenciones por valor de 2,5 millones de dólares al Alley de la Fundación Ford para el nuevo edificio en 615 Texas Ave. En el verano de 1963, el teatro recaudó más de 900 000 dólares de los habitantes de Houston. Estos fondos ayudaron a que el teatro creciera desde sus modestos comienzos hasta convertirse en uno de los teatros residentes sin fines de lucro más prestigiosos de Estados Unidos.
The Effect of Gamma Rays on Man-in-the-Moon Marigolds de Paul Zindel se representó en el Alley en 1964 y en 1971 Zindel ganó el Premio Pulitzer de Drama por su trabajo.
En 1996, el Teatro Alley ganó el Premio Tony de Teatro Regional y ha realizado giras por 40 ciudades estadounidenses y en el extranjero. y está considerada como "una de las empresas residentes más respetadas del país". 
En 1977, Nina Vance fue invitada a la gira del Departamento de Estado por el teatro ruso, que llevó a una invitación de Nina a Galina Volchek, directora del Teatro Sovremennik de Moscú, para que viniera a Houston para producir la obra de Mikhail Roschin, Echelon. Esta fue la primera vez que se invitó a un ruso a Estados Unidos para recrear una obra tal como apareció en la Unión Soviética.
Habiendo forjado alianzas con luminarias internacionales como Edward Albee, Vanessa Redgrave y Frank Wildhorn, los eventos teatrales emblemáticos en el Alley han incluido los estrenos mundiales de Jekyll & Hyde, The Civil War y, en 1998, Not About Nightingales, una obra recién descubierta por Tennessee. Williams, que se mudó a Broadway en 1999 y fue nominada a seis premios Tony, incluida la Mejor Obra.
Actualmente, The Alley está dirigido por el director artístico Rob Melrose y el director general Dean R. Gladden.
Texas Monthly escribe, ningún otro teatro "en Texas se acerca" al Alley y sus "producciones a menudo rivalizan con Broadway en calidad, gracias a su compañía de actuación residente (una de las pocas que quedan en el país) y al personal de producción de arriba a abajo".
El 1 de marzo de 2011, el Teatro Alley recibió una Medalla de las Artes de Texas otorgada por el Texas Cultural Trust, otorgada a los líderes y luminarias de Texas en la industria de las artes y el entretenimiento por su excelencia creativa y talento ejemplar.
El teatro fue completamente renovado a mediados de la década de 2010, pero el huracán Harvey lo inundó y sufrió los peores daños de cualquier teatro de Houston. El Teatro Neuhaus, ubicado en el nivel del sótano del edificio, se llenó con cinco metros de agua. El almacenamiento de utilería de la compañía, que contenía cerca de 100 000 accesorios, quedó completamente destruido. En respuesta a Harvey, la compañía encargó una obra de teatro infantil itinerante que se realizó en todas las escuelas del área de Houston.

## Arquitectura
La inauguración de la nueva casa del Teatro Alley en noviembre de 1968 fue un evento con una crónica nacional. Tiene dos escenarios: el Hubbard Stage, que tiene 774 asientos, y el Neuhaus Stage, más íntimo, que tiene 296 asientos. El edificio de Alley en 615 Texas Ave. Fue diseñado por Ulrich Franzen, quien, junto con la Sra. Vance, quería crear "un edificio que canta desde cualquier punto de vista". El edificio del teatro no tiene ángulos rectos, pero tiene bandas anchas y terrazas y "recuerda a los edificios de Frank Lloyd Wright". Franzen seleccionó el exterior de concreto porque se inspiró en la ubicación de Houston y el clima cálido del suroeste. Hay tres triángulos en el edificio principal y "las curvas se adhieren y se mueven alrededor de los triángulos".
Franzen diseñó el Alley en lo que se conoce como estilo brutalista, que fue popular desde la década de 1950 hasta mediados de la de 1970. El término "brutalismo" fue acuñado en 1953 y proviene del francés béton brut que significa "hormigón en bruto". El hormigón es el material más asociado a la arquitectura brutalista.
El edificio de The Alley se encuentra entre muchas estructuras brutalistas famosas, como L'Enfant Plaza de Washington D. C., el J. Edgar Hoover Building y las estaciones de metro ( WMATA ), el Rudolph Hall de la Universidad de Yale, el Ayuntamiento de Boston, la Academia del FBI, y el Royal National Theatre (Londres).

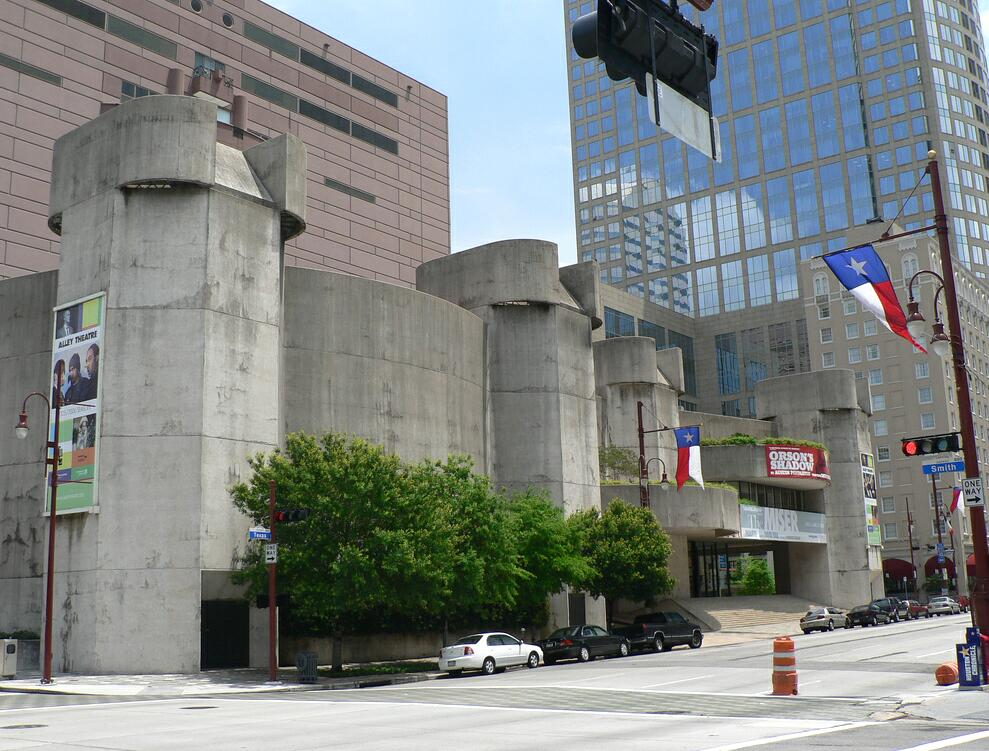
Fachada en la avenida Texas.

El nuevo Teatro Alley se convirtió en "el teatro más moderno y elástico del mundo para las artes dramáticas" gracias a la primera rejilla de luz, paredes ajustables y grabadora analógica del profesor de la Universidad de Yale George Izenour. La rejilla de alambre de tensión, que Izenour describió como similar a un resorte de cama, estaba hecha de un par de millas de cable de avión, que formaba una malla a 19 pies sobre el escenario, lo que permitía a los técnicos de iluminación caminar fácilmente sobre ella antes de los espectáculos para ajustar la iluminación y eliminar la necesidad de candilejas, focos y cortinas.
El arquitecto de Houston, Preston Bolton, escribió sobre Franzen y el edificio Alley: "Creo que el arquitecto Ulrich Franzen ha creado un edificio muy exitoso para el Teatro Alley, uno que recibirá mucho reconocimiento para la ciudad y mejorará las excelentes producciones que se van a realizar. venir." 
Newsweek escribió sobre el nuevo Teatro Alley, "el teatro más sorprendente de Estados Unidos... otro paso en el camino hacia el fin de la dominación de Broadway sobre el teatro estadounidense", y Sydney Johnson de The Montreal Star escribió: "... parece que el nuevo Alley El teatro será uno de los mejores, y probablemente el mejor, al menos en Estados Unidos, Simplemente porque el edificio ha sido diseñado para albergar un escenario y un auditorio específicos en lugar de al revés". El nuevo teatro fue considerado "una declaración muy exitosa de valores teatrales y arquitectónicos" y fue citado por el Instituto Americano de Arquitectos como "por dentro y por fuera, un evento teatral brillante". De los teatros brutalistas construidos en la década de 1960, incluido el Vivian Beaumont en el Lincoln Center, el Arena Stage en Washington D. C., el Mark Taper Forum en Los Ángeles y el Guthrie Theatre en Minneapolis, solo el arquitecto del Teatro Alley, Franzen, ganó el Premio Nacional de Honor del American Institute of Architects para el diseño del teatro (1972).
En 1994, el Teatro Alley fue elegido para recibir el Premio Veinticinco Años por el Instituto Americano de Arquitectos / Houston, que reconoce la arquitectura distinguida de calidad duradera.
En 1996, el Callejón apareció en el Book of American Architecture: 500 Notable Buildings from the 10th Century to Present por G. E. Kidder Smith.
En junio de 2001, la tormenta tropical Allison dañó gravemente el escenario Neuhaus ubicado en el sótano del teatro. La inundación destruyó el vestuario, la utilería y las tiendas escénicas del teatro. El teatro se inundó con 14 pies de agua.
En 2002, Alley inauguró su nuevo Centro de Producción Teatral, una instalación de 75 000 pies cuadrados. Es adyacente al edificio principal del teatro.
The Houston Press, junto con otros como el Centro de Convenciones George R. Brown, clasificó el edificio como uno de los diez edificios menos fotogénicos en el centro de Houston. John Nova Lomax, el autor de la lista, comentó: "Sí, sí, me gustan las curvas y todo eso, pero este casco de hormigón todavía parece algo que el arquitecto favorito de Stalin habría inventado en los hongos".
En 2017, el huracán Harvey provocó inundaciones masivas en la región metropolitana de Houston. Se mantuvieron las mejoras por inundaciones realizadas por el Callejón después de la tormenta tropical Allison en 2001, como puertas contra inundaciones en el nivel del sótano. Sin embargo, el agua ingresó al sótano de Alley a través de una caja eléctrica ubicada en la entrada del teatro. El escenario Neuhaus del Teatro Alley se inundó con 17 pies de agua y la mayor parte de la colección de utilería del teatro, que data de la década de 1940, fue destruida. Se llevó a cabo una renovación masiva y el teatro volvió a abrir 2 meses después a tiempo para su producción anual de A Christmas Carol.